# 蓋德·揚
蓋德·揚（Guard Wayne Young，1977年6月3日—）是美國的一位已經退役的體操運動員。他曾經三次代表美國隊參加世錦賽，並幫助美國在2001年獲得世錦賽男團的銀牌。他的父親也是一位體操運動員。

## 外部連結
- 蓋德·揚在国际体操联合会的相关介绍
- Coach Bio – Oklahoma Sooners
- Hall of Fame Bio – BYU Cougars （页面存档备份，存于）